# Le Courrier de Mantes
Fondé en 1944, Le Courrier de Mantes est un hebdomadaire local francilien des Yvelines dont le siège est situé à Mantes-la-Jolie.

Il appartient au groupe Publihebdos, une filiale du groupe Sipa - Ouest-France dédiée à la presse hebdomadaire régionale (PHR). 
Le Courrier de Mantes est imprimé à Bernay (Eure) dans une imprimerie du groupe. La zone de diffusion du journal est localisée sur l'ensemble de l'arrondissement de Mantes-la-Jolie (Mantes-la-Jolie, Bonnières-sur-Seine, Limay, Meulan, Aubergenville). Sa diffusion est d'environ 6 000 exemplaires en 2015.